# Maison du Grand Fauconnier
La maison du Grand Fauconnier est une maison gothique de Cordes-sur-Ciel dans le Tarn. Elle est classée monument historique depuis 1875.

## Origine
C'est une maison construite au Moyen Âge par une riche famille cordaise. Elle fait partie des édifices qui ont valu au village de Cordes-sur-Ciel le surnom de la « cité aux cent ogives » pour sa grande proportion d'édifices civils gothiques avec celles du Grand Veneur, du Grand Écuyer, Fompeyrouse... Comme les autres, elle date en majeure partie du XIVe siècle mais a fait l'objet d'ajouts et de transformations jusqu'au XVIIIe. Son nom provient des statues de faucon en façade et des portes évoquant la chasse au faucon. Ces têtes d'oiseaux ont été enlevées lors de la réfection de la toiture et entreposées dans le musée Charles Portal.
La maison du Grand Fauconnier abrite aujourd'hui le Musée d'Art Moderne et Contemporain contenant les donations Yves Brayer, André Verdet (œuvres de Picasso, Miró, Léger, Cyril de La Patellière, etc.) et d'autres productions d'artistes du XXe siècle.

## Description
Comme toute maison gothique, elle possède trois étages.

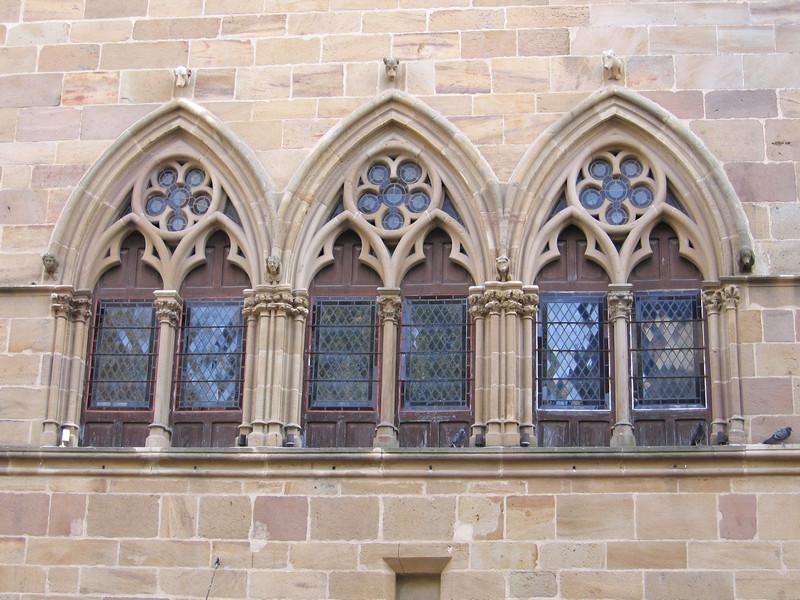
Baies géminées triples.

Au rez-de-chaussée, 5 arcades en ogive s'ouvrent sur la rue. Une d'entre elles est plus étroite et moins haute. Celle du milieu était dotée d'une porte en bois clouté. Elle a été remplacée par une copie neuve, l'ancienne étant conservée au musée Charles Portal. Au premier étage, deux groupes de 3 ouvertures doubles éclairent l'intérieur. Les baies sont en ogive. Au second étage, les 3 groupes de baies sont unies par deux doubles.
À l'intérieur, une cour comporte un escalier qui dessert les étages et le sous-sol. Un linteau daté de la fin du XVe siècle indique un remaniement postérieur à la construction initiale.

## Sources